# Maszaaki Endó
Maszaaki Endó (遠藤 正明; Hepburn: Endō Masaaki; 1967. augusztus 28. –) japán énekes, dalszerző, több anime- és tokuszacusorozat címadó dalát énekelte. A JAM Project alapító tagja, beceneve „az Anison fiatal oroszlánja”, melyet tenor hangszíne miatt kapott. Rajongók körében nagy tiszteletnek örvend hangterjedelme miatt, a JAM Projectben legtöbbször ő kapja a legmagasabb szóló részeket.

## Karrier

### Első évek
Miután elvégezte a középiskolát, a "The Hiptones" csapatban, mely 1993-ban felosztott. Ezután a "Short Hopes" énekegyüttes tagja volt. Szóló énekesként 1995-ben mutatkozott meg. Szólókarrierje és projektjei párhuzamosan mentek, 1997-1998 között Kagejama Hironobu-val duóban alkották a "Metal Brothers" együttest, ezután a "Blind Pig" rockegyüttes tagja volt.

### JAM Project
Az együttesben ő énekli a legmagasabb férfi énekhangokat, olyan magas hangon képes énekelni, amit a többi férfi tag nem tud könnyen kiénekelni. Sokoldalú énekes, lassú balladákban is ugyanúgy megállja a helyét, mint kemény rock dalokban. Emellett jellemző rá, hogy dalokban felkiált, jó példa erre a Madzsin Kenzan!! (魔神見参！！) és az Idejo, Gaia Leon (いでよ　ガイアレオン) dalok, melyek az énekes szólódalai. A magas hangok mellett sokszor sok hosszan hangokat is, ezt a rajongók "Super Endoh Time"-nak hívják. A Hagane no Messiah (鋼の救世主) dalban 22 másodpercig tart egy hangot, a SEVENTH EXPOSION dalban pedig 25 másodpercig.

### 2000-es évek
Az első nagy áttörés Endoh Maszaaki számára a 2003-ban megjelent Bakurjú Szentai Abaranger (爆竜戦隊アバレンジャー) kislemez, melyből 56.723 példány kelt el, ezzel ez lett az énekes legsikeresebb kislemeze. Ez egyben több évre az utolsó szóló kislemeze, csak albumokat jelentetett meg és a JAM Project-re fókuszált. Az első nagylemeze 2003-ban jelent meg CHAKURIKU!! címmel, mely a 223. helyet érte el az Oricon album eladási listán. Második szólóalbuma, az M.e. 2006-ban jelent meg, melyet az album kiadója, a Lantis külön koncerttel promotált.
2008-ban két sikeres feldolgozásalbuma jelent meg ENSON és ENSON 2 címen. Ezen a két albumon olyan sikeres dalokat énekelt fel, mint például Hirano Aja: God Knows, angela: Aszu e no Brilliant Road (明日へのbrilliant road), Suara: Kimi ga Tame (キミガタメ), de a legérdekesebb feldolgozás a JAM Project: In the Chaos című dal, mely eredetileg egy Okui Maszami szóló, de a rap szólót Endoh Maszaaki énekli. A ENSON albumon Endoh Maszaaki énekli a szólót, és Okui Maszami rappel. Ez a két album a népszerű dalok feldolgozása miatt nagy népszerűségre tett szert, és széles körben vált ismertté. Ezek az énekes legsikeresebb albumai.
2009-ben új szólóalbummal jelentkezett Circus Man címmel. Az album koncepciója, hogy az énekes egy cirkuszi mutatvány előadója, a borítón ki van festve az arca. Valamint ebben az évben hosszú szünet után új kislemezt is megjelentetett Kankjó Csódzsin Ecogainder (環境超人エコガインダー) címmel, mely az azonos című Tokuszacu sorozat címadó dala lett.

### 2010-es évek
2010-ben A Yu-Gi-Oh! 5D's sorozatnak két opening dalát is énekelte: BELIEVE IN NEXUS és Aszu e no Micsi ~Going my way (明日への道～Going my way!!～), ezek is felkerültek kislemezre. 2011-ben megalakult az SV TRIBE formáció, melynek további tagjai Kitadani Hirosi és Miszato Aki. Ez a csapat két kislemezt jelentett meg.
2011-ben jelent meg negyedik szólóalbuma (e)-STYLE címmel. Ezt az albumot három koncerttel promotálta, ez az első olyan koncertsorozata, melyből DVD készült. A Lantis YouTube csatornáján több videó is megjelent, ahol az énekes elemzi a dalszövegeket.
2010-ben a karácsonyi időszakban 5 koncertet is tartott Christmas Acoustic Night 2010 ~Present of the Voice~ címmel, ahol dalai akusztikus hangzásban szólaltak meg. És ebből hagyomány lett, ugyanis 2012-ben és 2013-ban is volt egy karácsonyi koncertsorozat. Ennek emlékére 2014-ben megjelent egy akusztikus hangszerelésű stúdióalbum, Present of the Voice címmel.
2013-ban jelent ötödik, egyben legújabb stúdióalbuma EXTREME V MACHINE címmel. A V valószínűleg a "voice" (hang) szóra utal. A lemezbemutató koncert Masaaki Endoh Live Tour 2013 ~EXTREME V MACHINE~ címet kapta, és ebből is jelent meg DVD.

## Érdekességek
- Endoh Maszaaki középiskolában a rögbi klub tagja volt, ennek köszönhetően nagy fizikai ereje van.
- Nem szereti a koriandert, valamint turnékon sokat enni, így mindig van nála ramen. Hotelszobában sem szereti egyedül lenni.
- A többi JAM Project tag En-channak hívja őt.

## Diszkográfia

### Stúdióalbumok
- [2003.11.27] CHAKURIKU!!
- [2006.11.29] M.e.
- [2009.04.29] CIRCUS MAN
- [2011.07.06] (e)-STYLE
- [2013.08.07] EXTREME V MACHINE

### Feldolgozás albumok
- [2008.06.11] ENSON
- [2008.12.17] ENSON 2

### Akusztikus album
- [2014.11.05] Present of the Voice

### Kislemezek
- [1995.11.11] Forever Friends
- [1996.07.24] Killed by Beak Spider
- [1997.02.21] Júsa Ó Tandzsó! (勇者王誕生!)
- [1997.08.21] A PIECE OF THE SUN
- [1998.11.21] Ano Kava vo Koete (あの河を越えて)
- [1999.03.03] Ready, B-Fight
- [1999.06.21] Szensi jo, Tacsiagare! (戦士よ、起ち上がれ！)
- [2000.01.01] Júsa Ó Tandzsó! Mythology Version (勇者王誕生！-神話(マイソロジー)バージョン-)
- [2000.08.23] Sniper
- [2002.04.20] Bakutó Szengen! Daigunter (爆闘宣言！ダイガンダー)
- [2003.03.01] Bakurjú Szentai Abaranger (爆竜戦隊アバレンジャー)
- [2009.09.25] Kankjó Csódzsin Ecogainder (環境超人エコガインダー)
- [2010.05.12] Believe in Nexus
- [2010.09.22] Szaigó no Eden
- [2010.12.22] Aszu e no Micsi ~Going my way~ (明日への道～Going my way!!～)
- [2011.01.12] Honki Szentai Gachiranger (本気戦隊ガチレンジャー)
- [2011.05.11] Tamashi Meramera Icsódó (魂メラめら一兆℃)
- [2011.11.09] Fellows
- [2012.01.12] Kankjó Csódzsin Ecogainder 0X (環境超人エコガインダー0X)